# Evgeni Jančovski
Evgeni Jančovski (bulharskou cyrilicí Евгени Янчовски) (* 5. září 1939, Sofie) je bývalý bulharský fotbalista, záložník. Po skončení aktivní kariéry působil jako trenér.

## Fotbalová kariéra
V bulharské lize hrál za Beroe Stara Zagora, nastoupil ve 341 ligových utkáních a dal 32 gólů.  V Poháru vítězů pohárů nastoupil ve 4 utkáních a v Poháru UEFA nastoupil v 6 utkáních a dal 1 gól. Za bulharskou reprezentaci nastoupil v letech 1963–1968 ve 13 utkáních a dal 1 gól. S bulharskou reprezentací získal stříbrnou medaili na fotbalovém turnaji olympijských her v Mexico City roku 1968, nastoupil ve 4 utkáních. Byl členem bulharské reprezentace na Mistrovství světa ve fotbale 1966, ale v utkání nenastoupil.  

## Ligová bilance
| Ročník                                | Zápasy | Góly | Klub               |
| ------------------------------------- | ------ | ---- | ------------------ |
| 1. bulharská fotbalová liga 1960/1961 | 17     | 2    | Beroe Stara Zagora |
| 1. bulharská fotbalová liga 1961/1962 | 26     | 5    | Beroe Stara Zagora |
| 1. bulharská fotbalová liga 1962/1963 | 30     | 7    | Beroe Stara Zagora |
| 1. bulharská fotbalová liga 1963/1964 | 26     | 2    | Beroe Stara Zagora |
| 1. bulharská fotbalová liga 1964/1965 | 29     | 1    | Beroe Stara Zagora |
| 1. bulharská fotbalová liga 1965/1966 | 28     | 1    | Beroe Stara Zagora |
| 1. bulharská fotbalová liga 1966/1967 | 29     | 2    | Beroe Stara Zagora |
| 1. bulharská fotbalová liga 1967/1968 | 26     | 4    | Beroe Stara Zagora |
| 1. bulharská fotbalová liga 1968/1969 | 28     | 5    | Beroe Stara Zagora |
| 1. bulharská fotbalová liga 1969/1970 | 18     | 1    | Beroe Stara Zagora |
| 2. bulharská fotbalová liga 1970/1971 | -      | -    | Beroe Stara Zagora |
| 1. bulharská fotbalová liga 1971/1972 | 31     | 2    | Beroe Stara Zagora |
| 1. bulharská fotbalová liga 1972/1973 | 32     | 0    | Beroe Stara Zagora |
| 1. bulharská fotbalová liga 1973/1974 | 21     | 0    | Beroe Stara Zagora |
| CELKEM 1. bulharská fotbalová liga    | 341    | 32   |                    |